# Bělorusko na Eurovision Song Contest
Bělorusko se zúčastnilo 16 ročníků soutěže Eurovision Song Contest, poprvé v roce 2004. Účast Běloruska v soutěži zajišťovala veřejnoprávní Národní státní vysílací společnost republiky Bělorusko.
Nejlepším umístěním země je šesté místo, které v roce 2007 získal Dmitry Koldun s písní „Work Your Magic“. Jedná se také o jediné umístění Běloruska mezi deseti nejlepšími. Do finále se země probojovala ještě v letech 2010, 2013, 2014, 2017 a 2019. Bělorusko se mělo zúčastnit ročníku v roce 2020, soutěž byla ale zrušena.
O rok později se měla země představit v prvním semifinále, Bělorusko měla zastupovat skupina Galasy ZMesta s písní „Ya nauchu tebya (I'll Teach You)“. Dva dny po představení skladby byla ale skladba diskvalifikována pro porušení pravidel soutěže. Země měla možnost poslat novou píseň, což také nakonec udělala. Po dvou týdnech přihlásila píseň „Pesnya pro zaytsev (Song about hares)“, i tato skladba ale byla diskvalifikována pro silný politický podtext. Bělorusko bylo poté diskvalifikováno.
Dne 28. května 2021 rozhodla EVU o přerušení členství běloruské státní televize BTRC v unii. Stanice měla dva týdny na reakci, neučinila tak však veřejně. BTRC byla z EVU vyloučena s platností k 1. červenci 2021, přišla tak mimo jiné i o možnost zúčastnit se Eurovize. Vyloučení je platné po dobu tří let, poté bude mít BTRC možnost o členství znovu zažádat.

## Výsledky
| Rok                     | Interpret                 | Píseň                                             | Jazyk       | Finále         | Finále         | Semifinále     | Semifinále     |
| Rok                     | Interpret                 | Píseň                                             | Jazyk       | Pořadí         | Body           | Pořadí         | Body           |
| ----------------------- | ------------------------- | ------------------------------------------------- | ----------- | -------------- | -------------- | -------------- | -------------- |
| 2004                    | Aleksandra and Konstantin | „My Galileo“                                      | angličtina  | nepostup       | nepostup       | 19.            | 10             |
| 2005                    | Angelica Agurbash         | „Love Me Tonight“                                 | angličtina  | nepostup       | nepostup       | 13.            | 67             |
| 2006                    | Polina Smolova            | „Mum“                                             | angličtina  | nepostup       | nepostup       | 22.            | 10             |
| 2007                    | Koldun                    | „Work Your Magic“                                 | angličtina  | 6.             | 145            | 4.             | 176            |
| 2008                    | Ruslan Alehno             | „Hasta la vista“                                  | angličtina  | nepostup       | nepostup       | 17.            | 27             |
| 2009                    | Petr Elfimov              | „Eyes That Never Lie“                             | angličtina  | nepostup       | nepostup       | 13.            | 25             |
| 2010                    | 3+2 feat. Robert Wells    | „Butterflies“                                     | angličtina  | 24.            | 18             | 9.             | 59             |
| 2011                    | Anastasija Vinnikava      | „I Love Belarus“                                  | angličtina  | nepostup       | nepostup       | 14.            | 45             |
| 2012                    | Litesound                 | „We Are the Heroes“                               | angličtina  | nepostup       | nepostup       | 16.            | 35             |
| 2013                    | Aljona Lanskaja           | „Solayoh“                                         | angličtina  | 16.            | 48             | 7.             | 64             |
| 2014                    | TEO                       | „Cheesecake“                                      | angličtina  | 16.            | 43             | 5.             | 87             |
| 2015                    | Uzari a Maimuna           | „Time“                                            | angličtina  | nepostup       | nepostup       | 12.            | 39             |
| 2016                    | Ivan                      | „Help You Fly“                                    | angličtina  | nepostup       | nepostup       | 12.            | 84             |
| 2017                    | Naviband                  | „Story of My Life“                                | běloruština | 17.            | 83             | 9.             | 110            |
| 2018                    | Alekseev                  | „Forever“                                         | angličtina  | nepostup       | nepostup       | 16.            | 65             |
| 2019                    | Zena                      | „Like It“                                         | angličtina  | 24.            | 31             | 10.            | 122            |
| 2020                    | VAL                       | „Da vidna“ (Да відна)                             | běloruština | ročník zrušen  | ročník zrušen  | ročník zrušen  | ročník zrušen  |
| 2021                    | Galasy ZMesta             | „Ya nauchu tebya (I'll Teach You)“ (Я научу тебя) | ruština     | diskvalifikace | diskvalifikace | diskvalifikace | diskvalifikace |
| bez účasti od roku 2022 |                           |                                                   |             |                |                |                |                |

| Legenda | Legenda                              |
| ------- | ------------------------------------ |
| X       | interpret vybrán, ale nezúčastnil se |

## Galerie

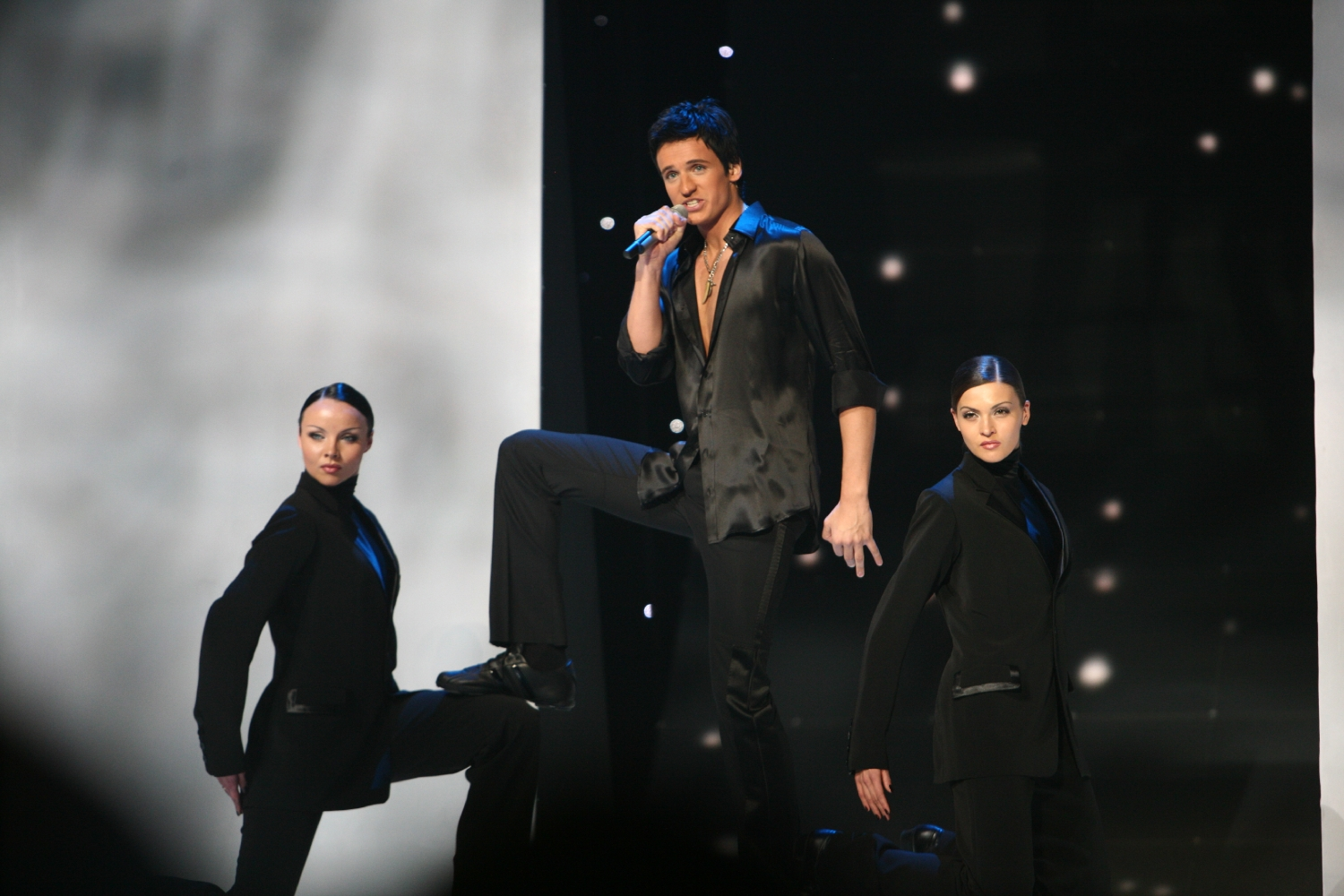
Dmitry Koldun v Helsinkách 2007
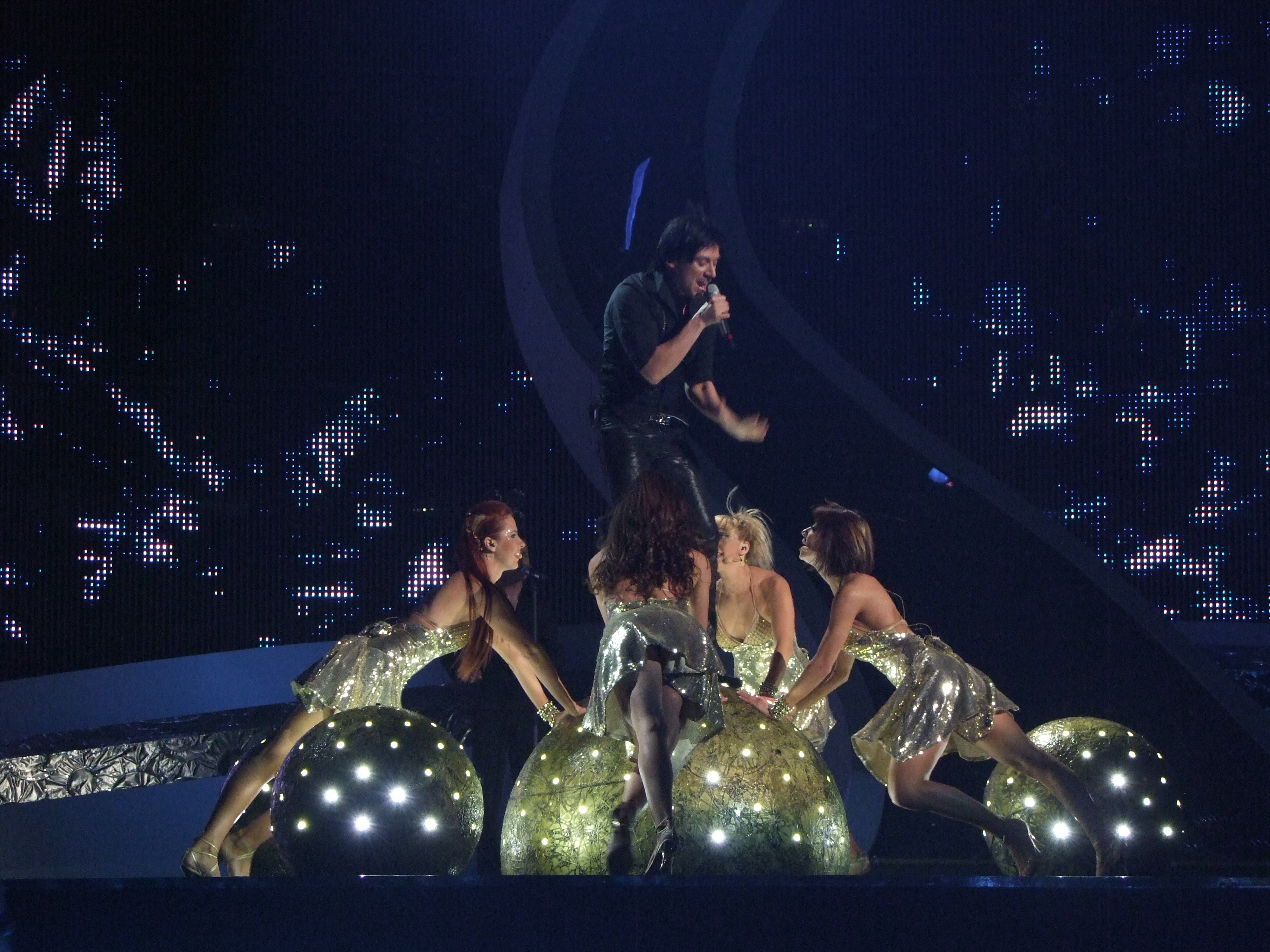
Ruslan Alekhno v Bělehradě 2008
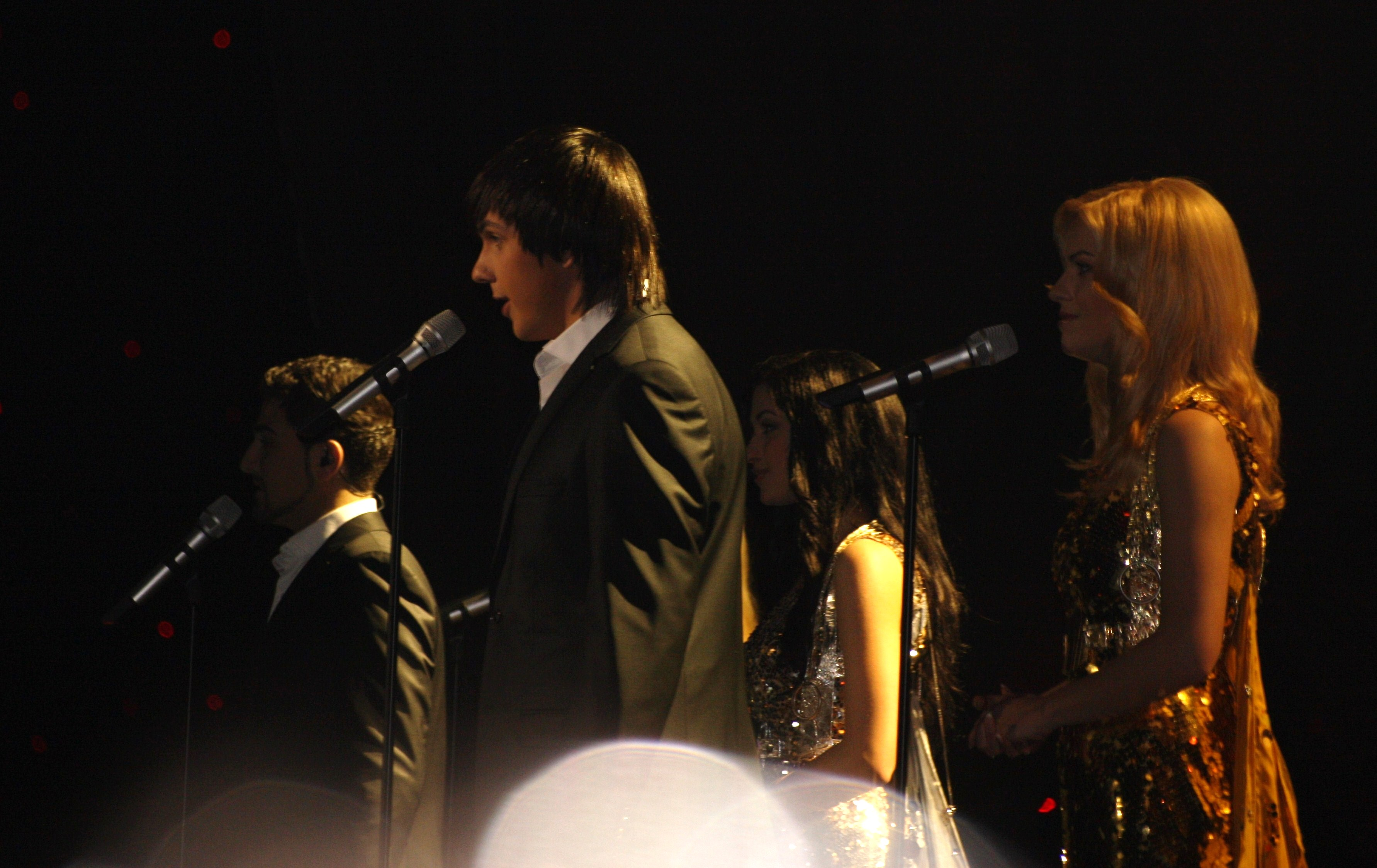
3+2 v Oslu 2010
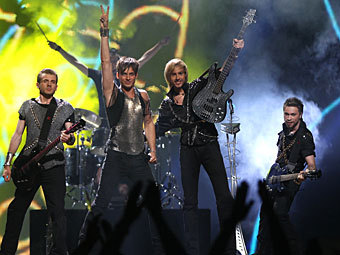
Litesound v Baku 2012
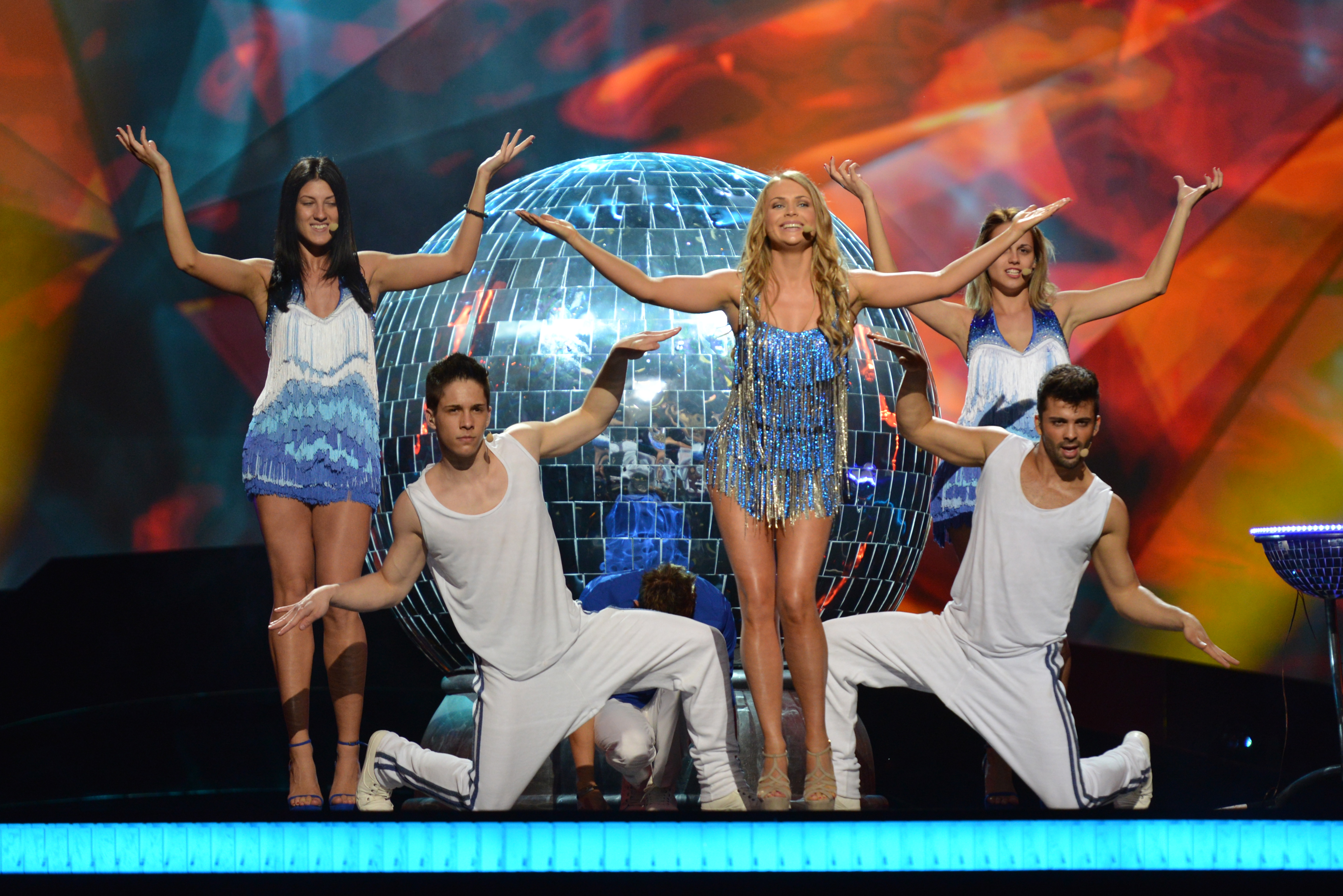
Aljona Lanskaja v Malmö 2013
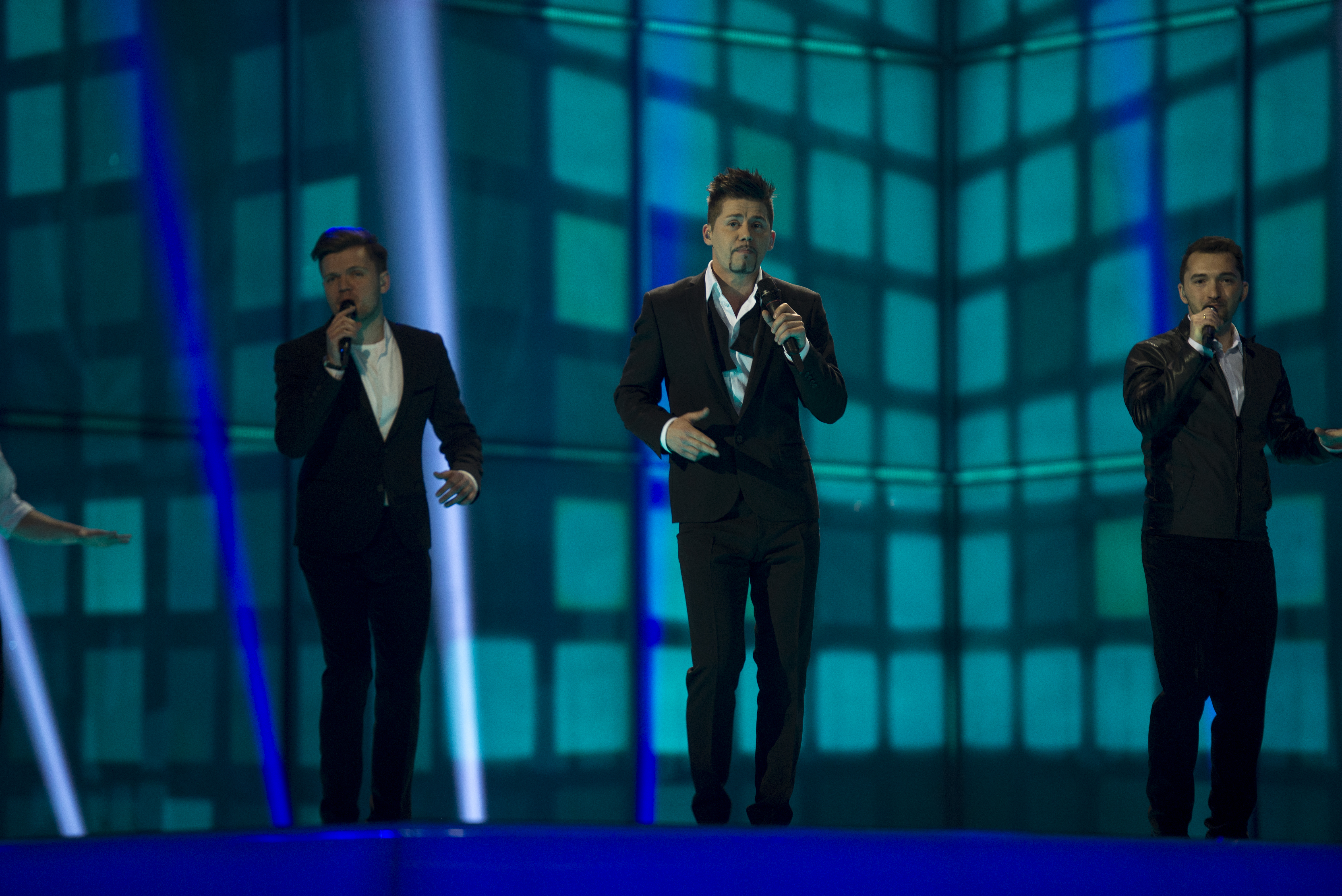
TEO v Kodani 2014
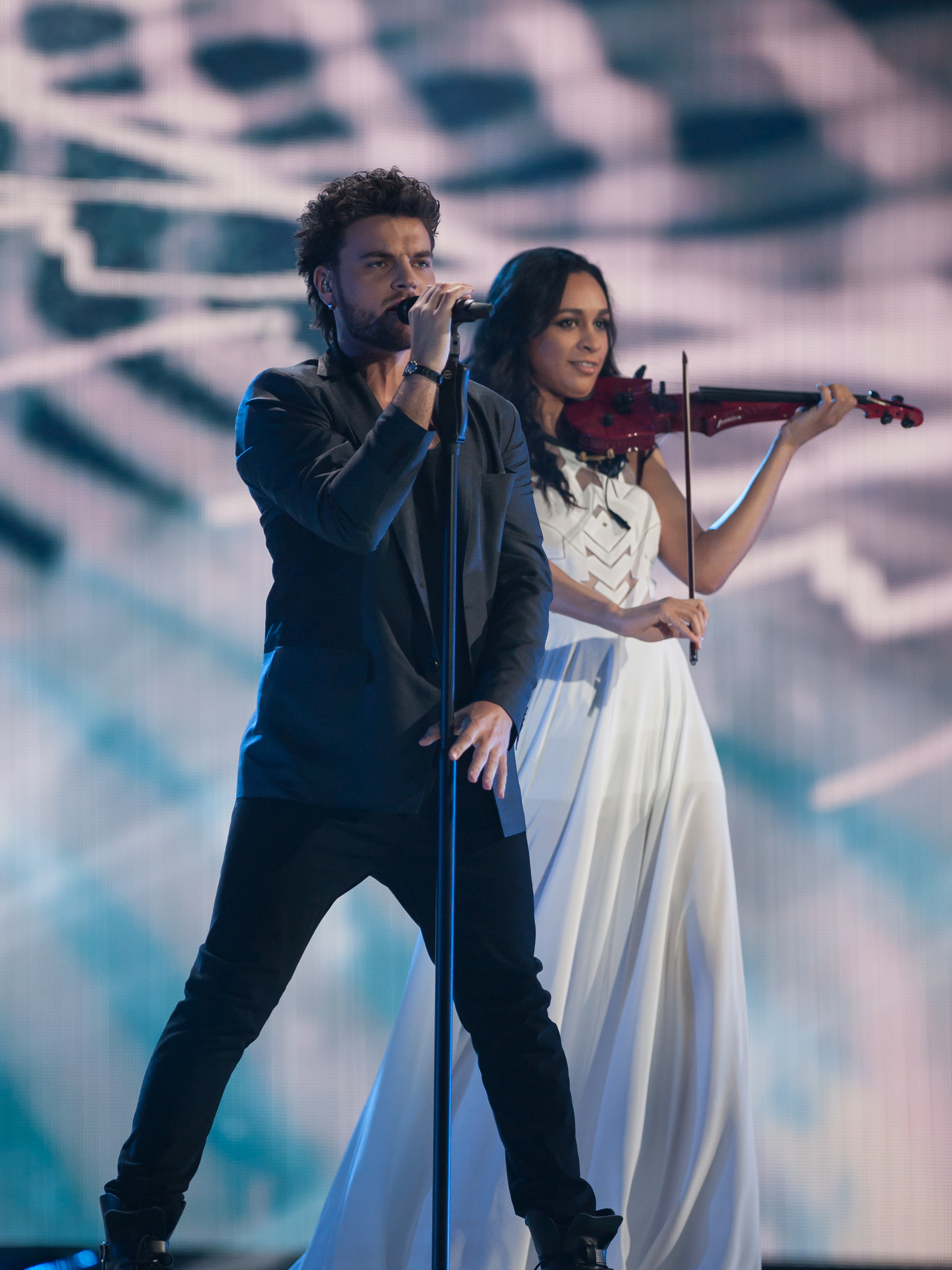
Uzari & Maimuna ve Vídni 2015
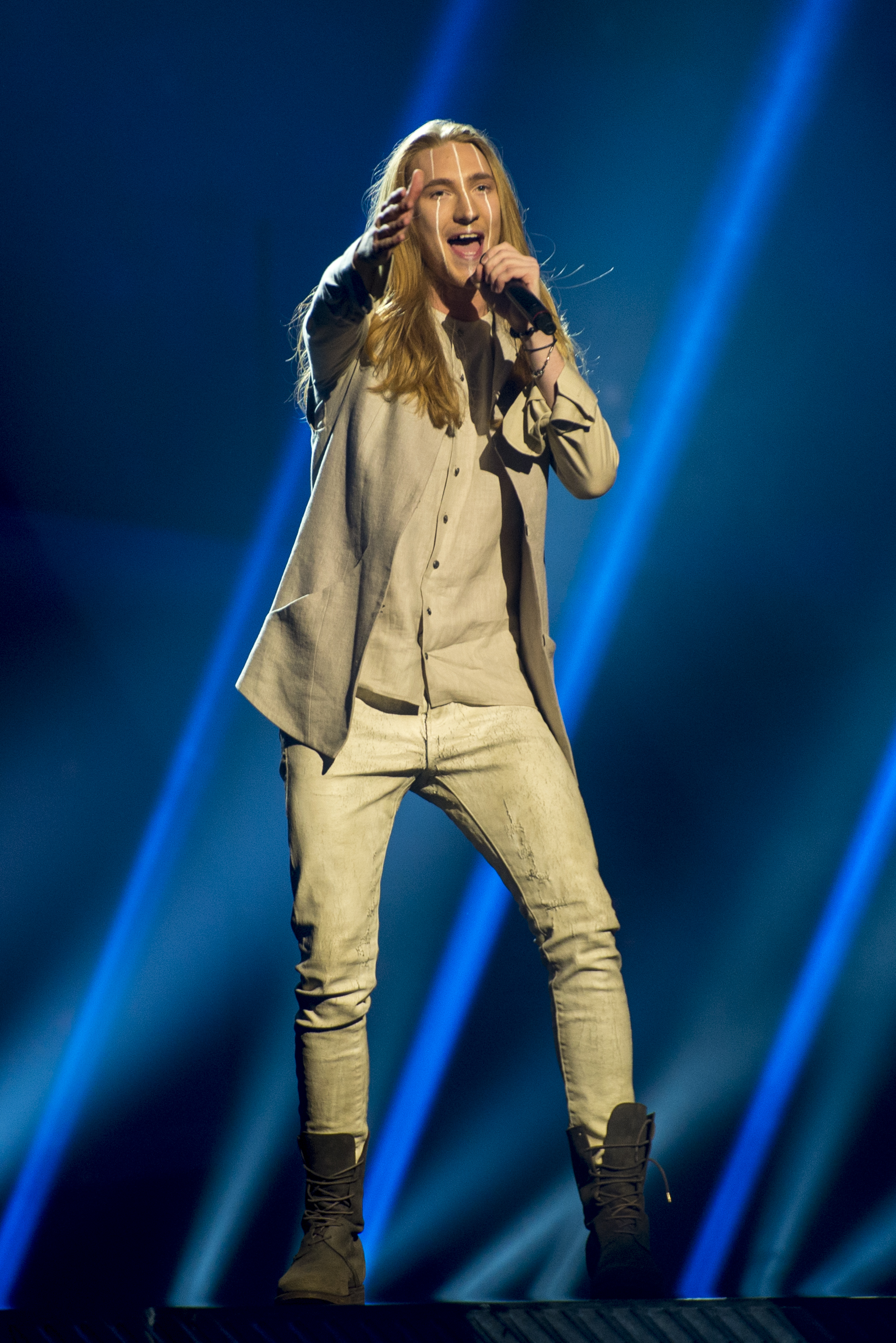
Ivan ve Stockholmu 2016
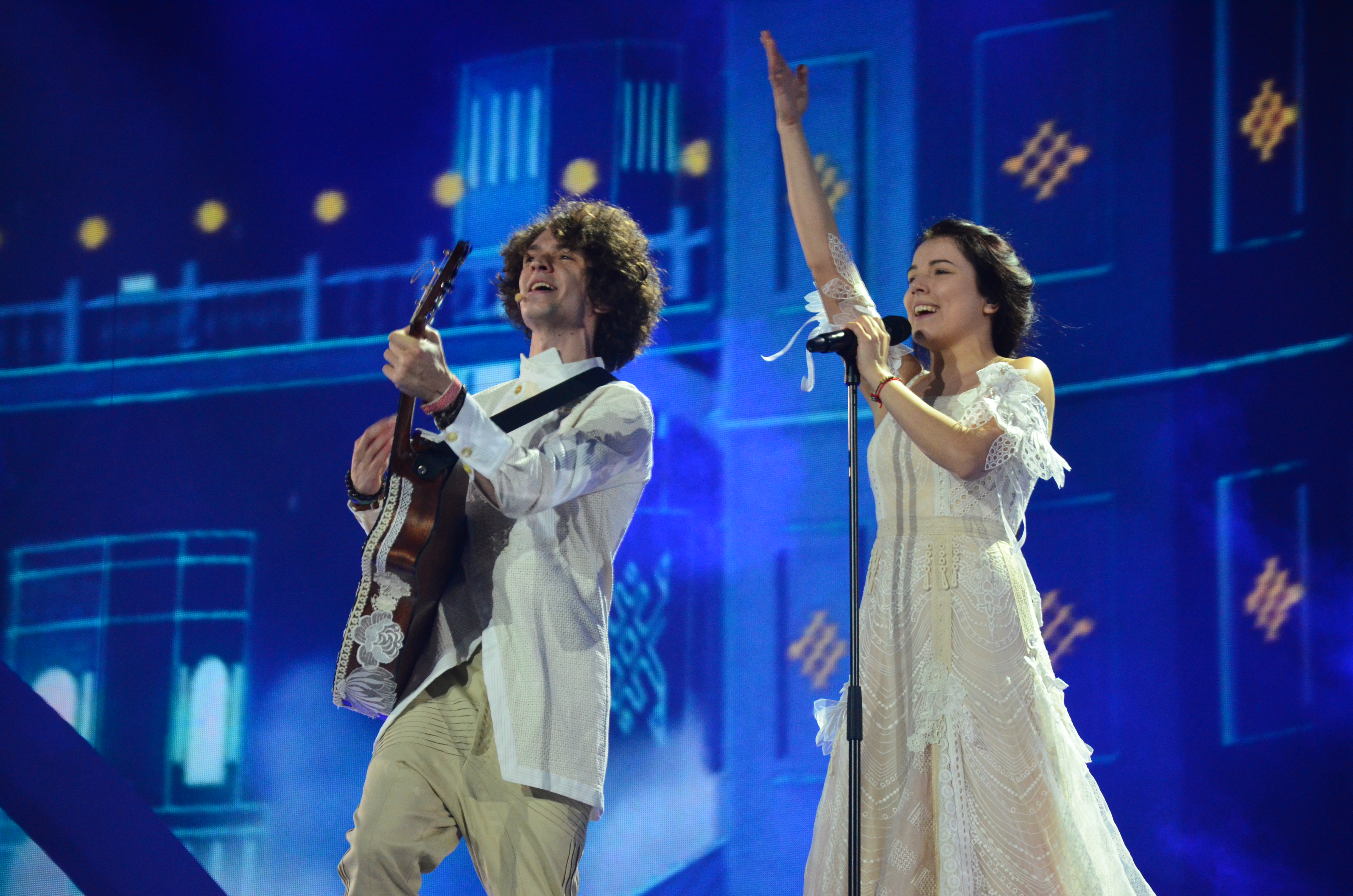
NAVIBAND v Kyjevě 2017
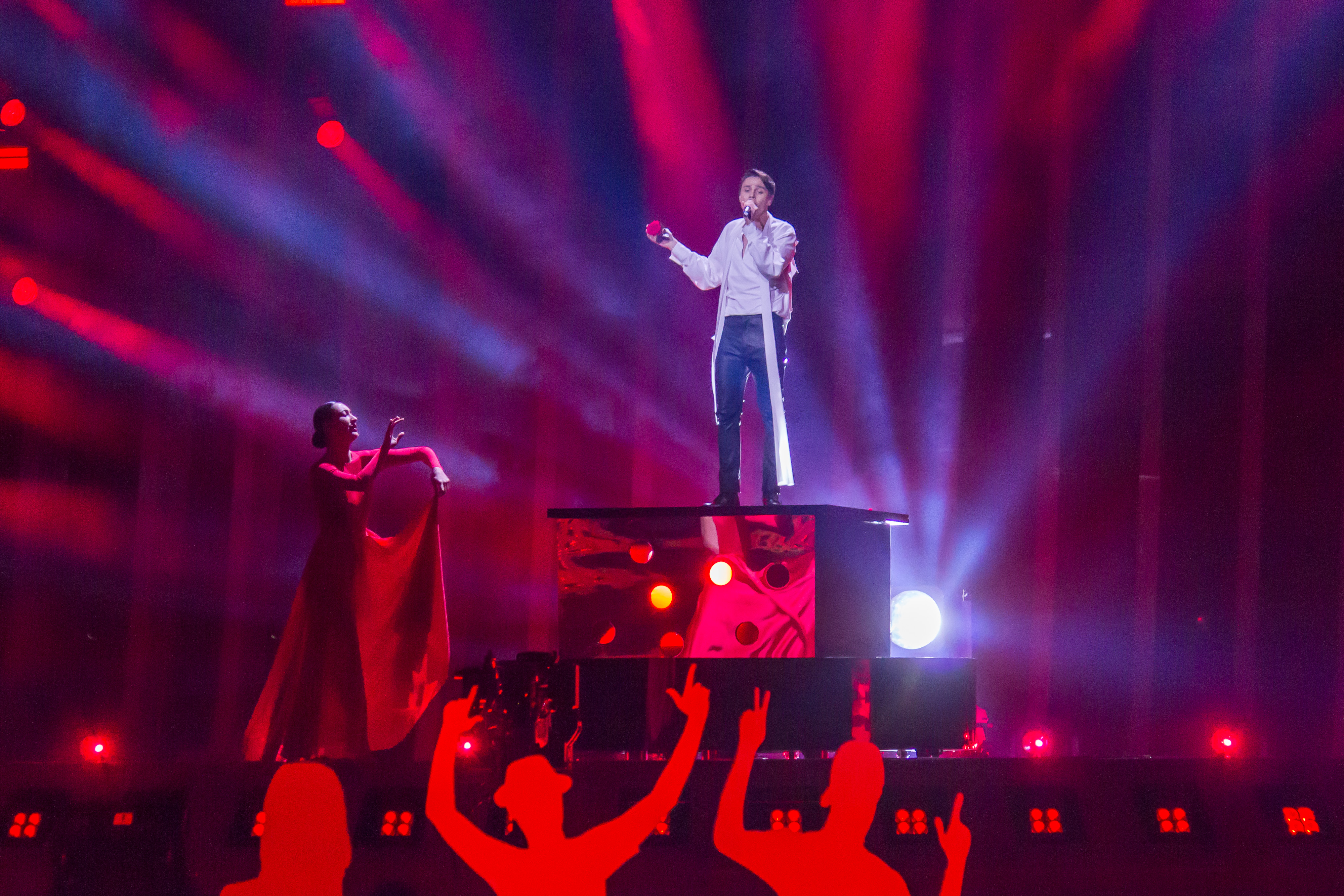
Alekseev v Lisabonu 2018
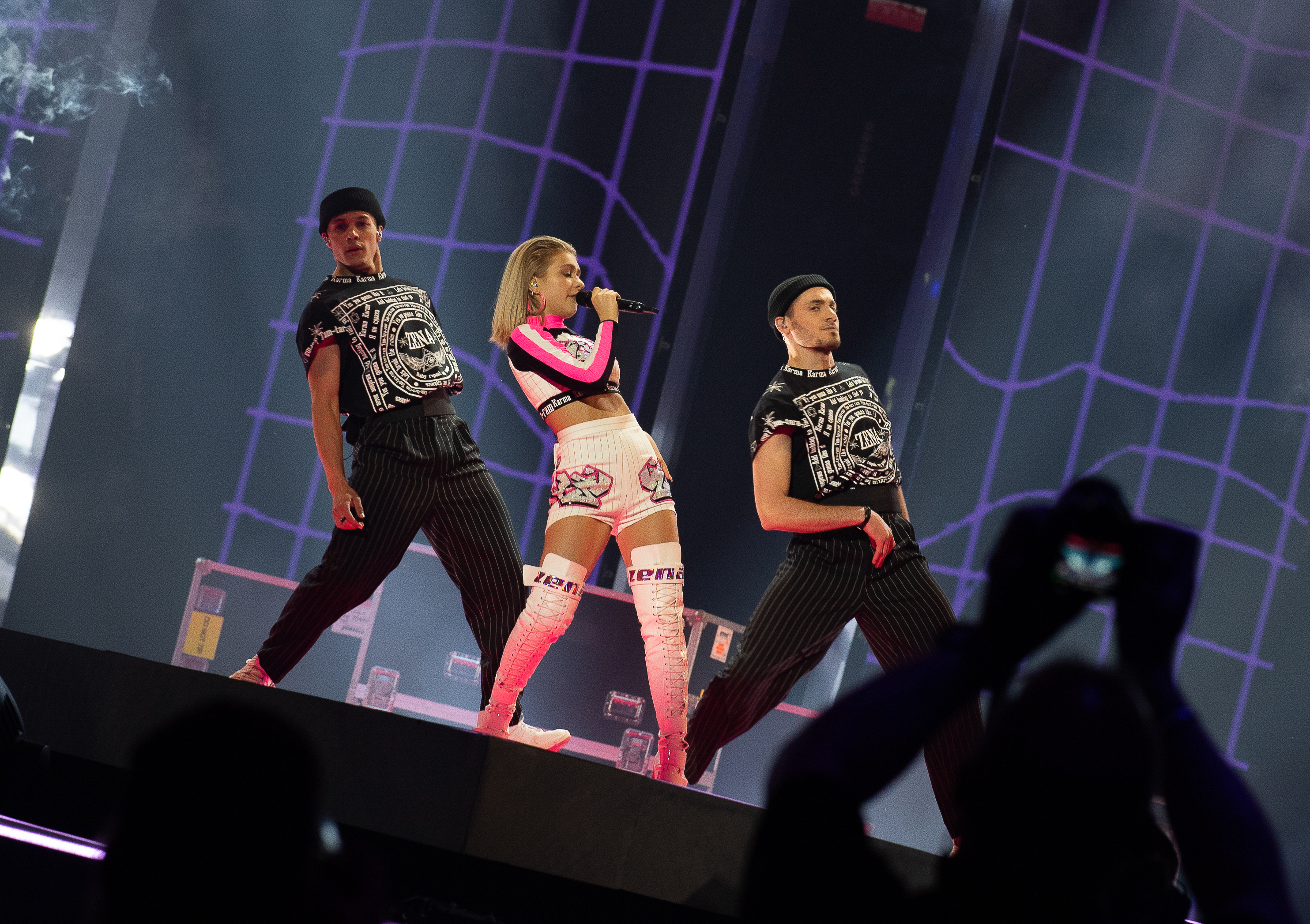
ZENA v Tel Avivu 2019